# Lesignano de' Bagni
Lesignano de' Bagni là một đô thị ở tỉnh Parma ở vùng Emilia-Romagna của Italia, tọa lạc cách khoảng 90 km về phía tây của Bologna và khoảng 15 km về phía nam của Parma. Đến thời điểm ngày 31 tháng 12 năm 2004, đô thị này có dân số 4.039 và diện tích là 47,5 km².
Đô thị Lesignano de' Bagni bao gồm các frazioni (đơn vị trực thuộc, làng) Bassa, Caseificio, Cavirano, Costa, Faviano di Sopra, Faviano di Sotto, Fienile, Fossola, La Porta, Masdone, Monti Vitali, Mulazzano Monte, Mulazzano Ponte, Rivalta, Saliceto, San Michele Cavana, Santa Maria del Piano, Stadirano, and Tassara.
Lesignano de' Bagni tiếp giáp các đô thị sau đây: Langhirano, Neviano degli Arduini, Parma, Traversetolo.